# هيرشل مكوي
هيرشل مكوي (بالإنجليزية: Herschel McCoy)‏ هو مصمم أزياء تقليدية أمريكي، ولد في 6 أغسطس 1912 في مسيسيبي في الولايات المتحدة، وتوفي في 3 فبراير 1956 في لوس أنجلوس في الولايات المتحدة.

## وصلات خارجية
- هيرشل مكوي على موقع IMDb (الإنجليزية)
- هيرشل مكوي على موقع ألو سيني (الفرنسية)
- هيرشل مكوي على موقع أول موفي (الإنجليزية)
- هيرشل مكوي على موقع قاعدة بيانات الأفلام السويدية (السويدية)
- هيرشل مكوي على موقع قاعدة بيانات الفيلم (الإنجليزية)
- هيرشل مكوي على موقع كينوبويسك (الروسية)